# Asticta craccae
Asticta craccae là một loài bướm đêm trong họ Erebidae.